# Tomaš Mikloušić
Tomaš (Toma, Tomo) Mikloušić (Miklouschich) (Jastrebarsko, 24. listopada 1767. – Jastrebarsko, 7. siječnja, 1833.) hrvatski je pisac, kulturni djelatnik, dramatik, prevoditelj, prosvjetitelj te važna osobnost književnosti na kajkavskom narječju hrvatskog jezika.
Rođen je od oca Josipa Mikloušića i majke Katarine Antonije Bohema. Završio je gimnaziju na Gornjem gradu, filozofiju na zagrebačkoj akademiji te teologiju u Pešti. Nakon mlade mise 1790.  vršio je dužnost vjeroučitelja u Jastrebarskom. Od 12. siječnja 1791. obavljao je službu kapelana u zavičaju pod Okićem i na Plešivici, a potom u Stenjevcu. Od 1796. do 1805. službovao je kao profesor gramatike i poetike u zagrebačkoj arhigimnaziji. 1805. – 1831. bio je župnik u Stenjevcu. U lipnju 1831. premješten je, možda i na vlastitu želju, u svojstvu župnika i vicearhiđakona u Jastrebarsko, gdje je umro.
Bio je urednik i suradnik Horvatskog kalendara te nakladnik Stoletnog kalendara (1819.), koji je doživio 2006. godine. Tomaš Mikloušić je naročito poznat kao nakladnik i obrađivač izvornih i prevedenih kajkavskih dramskih tekstova.
Maksimilijan Vrhovac, zagrebački biskup, izabrao je Mikloušića da prevede Bibliju na hrvatski (kajkavski) jezik. Bilo je to koncem Vrhovčeva života. Mikloušić je tada tražio da ga biskup imenuje kanonikom, ali Vrhovac je ubrzo umro. Nije poznato koje je knjige Svetoga Pisma Mikloušić osobno prevodio na hrvatski, jer su u isto vrijeme na poslu prevođenja sudjelovali i svećenici Ivan Krstitelj Birling, Stjepan Korolija, Ivan Nepomuk Labaš i Ivan Rupert Gusić, ali je kao njegovo djelo poznat evanđelistar Chtejenya y evangeliumii iz 1831. godine. Rad na prevođenju kajkavske Biblije pokušao je kasnije nastaviti Mikloušićev rođak Ignac Kristijanović, jedan od posljednjih zagovornika kajkavskoga narječja kao temelja hrvatskog književnoga jezika.
Bio je među prvim je hrvatskim biografima.
Danas se po njemu zove dramska družina (Gradsko kazalište Jastrebarsko).

## Djela

### Drame
- Ljubomirovič ili prijatel pravi (1821.)
- Matije Jandrića (prijevod Goldonijeve drame)
- Matijaš grabancijaš dijak (1822.)
- Huta pri Savi (1822.)
- Lizimakuš ali mačuhinski nazlob (1823.)
- Josipa de Sibenegga i Diogeneš (1823.)

### Druga
- Izbor dugovanja vsakoverstnih (1821.)
- Navuk od proztchenya (1826.)
- Pobosnozt k-bosanzkomu szerdczu Jesusha odkupitea nashega (1827.)
- Chtejenya y evangeliumi na vsze nedelye i szvetke czeloga leta (1831.)

## Viri
- Nino Škrabe: Kajkavac od glave do pete - Tomaš Mikloušić
- Josip Percan: Ignac Kristijanović (1796-1884) i njegov poskušaj prevođenja Svetoga Pisma
- Dramska družina "Tomaš Mikloušić" – Tomaš Mikloušić  Arhivirana inačica izvorne stranice od 13. rujna 2016. (Wayback Machine)

## Vanjske poveznice
- Ztolétni kalendar iliti Dnevnik ztolétni horvátzki do léta 1901 kasúchi (1819.), books.google.hr
- Lyubomirovich, ili priatel pravi (1821.), digital.onb.ac.at
- Huta Pri Szavi Ili Lyúbav Za Lyúbav (1822.), www.digitale-sammlungen.de
- Izbor dugoványh vszakoverztnéh za haszen y razveszelénye szluséchéh
  - Izdanje iz 1821., books.google.hr
  - Izdanje iz 1839., books.google.hr